# Педро Ларраняґа
Педро Ларраняґа (ісп. Pedro Larrañaga; 1885 – 1909) — баскський футболіст, зачинатель клубу «Атлетик» з Більбао. Грав в захисній ланці команди. Двічі володар Кубка дель Рей.

## Життєпис
Один з перших футболістів новоствореної баскської команди. Був в числі 33 сосіос (співзасновників) футбольного клубу, в 1901 році, на перших історичних зборах в кафе « García de la Gran Vía».
Спершу Педро Ларраняґа ще взяв участь у товариській грі супроти французького клубу «Бурдігала» (Burdigala) та кількох товарисько-показових іграх з аматорськими командами з містечок довкола Більбао.
Відтак, обраний до складу збірної команди басків «Біская» (Bizcaya), 13 травня 1902 року на «Естадіо де Гіподром» (Estadio de Hipódromo) провів свою першу гру в офіційному турнірі, супроти каталонських іспанців, клубу «Еспаньйол». Перемога з рахунком 5:1 кваліфікувала басків (й Педро, в тому числі) до півфіналу Кубка Коронації.
Другу гру він пропустив, давши зіграти іншим соплемінникам. У фінальній грі Педро Ларраняґа знову вийшов в основі команди і привніс свою лепту в здобуття першого іспанського трофею. Повернувшись на батьківщину, Ларраняґа і далі займався спортом, зокрема грав у футбол у команді басків.
Сезон 1902-1903 років Ларраняґа зновуповернувся в рідне містечко Португалете і став опікуватися спортивними заходами там, зокрема й футболом.
Сезон 1903-1904 років Педро Ларраняґа розпочав з рідною місцевою командою. Навіть провів кілька товариських матчів із місцевими клубами та навіть з «Атлетіком». Відтак його знову запросили грати за кращубаскську команду і так Педро взяв участь в 2 розіграші Кубка Іспанії з футболу. Після чого він повернувся до звичних справ і ганяв м'яча в місцевих клубах-командах. Подальша його футбольна доля мало висвітлена, хіба що відомо, що він стояв в зародку рідного клубу, в передмісті Більбао — Португалете. Помер молодим 1909 року, в 23 роки, з невідомих причин.

## Футбольна кар'єра
- 1901–1902 — «Атлетік» — 1 (0)
- 1901–1902 — «Біская» — 2 (0)
- 1903–1904 — «Атлетік» — 1 (0)

## Трофеї
- Володар Кубка Іспанії (3): 1902, 1903, 1904